# گرنت مک‌کان
گرنت ساموئل مک‌کان (زادهٔ ۱۴ آوریل ۱۹۸۰ در بلفاست) مربی فوتبال اهل ایرلند شمالی و بازیکن سابق فوتبال است که به عنوان هافبک در لیگ فوتبال انگلستان بازی می‌کرد. وی در حال حاضر سرمربی تیم فوتبال دونکستر راورز در لیگ یک فوتبال انگلستان است.
در بلفاست به‌دنیا آمد، مک‌کان از سال ۱۹۹۵ در باشگاه فوتبال جوانان لیسبورن دیستیلری بازی می‌کرد تا اینکه در سال ۱۹۹۶ به آکادمی وستهام یونایتد پیوست، جایی که فوتبال حرفه‌ای خود را آغاز کرد.

## پیشینهٔ ورزشی

### وستهام یونایتد
مک‌کان در سال ۱۹۹۶ طی قراردادی به آکادمی باشگاه فوتبال وستهام یونایتد پیوست. او که تا سال تا ۲۰۰۲ به‌طور قرضی در تیم‌های مختلف بازی می‌کرد تحت قرارداد وستهام یونایتد قرار داشت.

### لیوینگستن (قرضی)
وی در سال ۱۹۹۸ به‌طور قرضی به تیم فوتبال لیوینگستن در لیگ برتر اسکاتلند پیوست.

### نوتس کانتی (قرضی)
او در سال ۲۰۰۰ به صورت قرضی به نوتس کانتی پیوست.

### چلتنهام تاون (قرضی)
گرنت مک‌کان سال‌های ۲۰۰۰، ۲۰۰۱ و ۲۰۰۲ را به صورت قرضی برای باشگاه فوتبال چلتنهام تاون بازی‌کرد و در مجموع توانست ۳ گل نیز به ثمر برساند.

### چلتنهام تاون
بعد از مدت‌ها قرارداد قرضی، مک‌کان در ژانویه ۲۰۰۳ طی قراردادی با ارزش پنجاه هزار پوند از وستهام یونایتد به چلتنهام تاون پیوست.

### بارنزلی
وی در تاریخ ۲۳ نوامبر سال ۲۰۰۶ طی قراردادی که در ۱ ژانویه ۲۰۰۷ منقرض شد به باشگاه فوتبال بارنزلی پیوست.

### اسکانتورپ یونایتد
در ژانویه ۲۰۰۸، مک‌کان بارنزلی را ترک کرد تا به تیم رقیب اسکانتورپ یونایتد در چمپیونشیپ بپیوندد.

### پیتربورو یونایتد
در تاریخ ۲۴ مه ۲۰۱۰، باشگاه فوتبال پیتربورو یونایتد اعلام کرد که یکی از تیم‌های چمپیونشیپ را در رقابت در خرید مک‌کان شکست داده‌است و با او قرارداد امضا کرد.

### لینفیلد
در تاریخ ۱۴ ژانویه ۲۰۱۵، مک‌کان به کشور مادری‌اش بازگشت تا به باشگاه فوتبال لینفیلد در لیگ برتر فوتبال ایرلند شمالی بپیوندد.

### بازگشت به پیتربورو یونایتد
در ۲۶ فوریه ۲۰۱۵، لینفیلد تأیید کرد که قرارداد مک‌کان با اثر فوری فسخ شده‌است تا بازگشت او به پیتربورو در ظرفیت مربیگری تا حداقل پایان فصل ۱۵–۲۰۱۴ تسهیل شود.

## دوران مربی‌گری

### پیتربورو یونایتد
در تاریخ ۱۶ مه ۲۰۱۶، مک‌کان با قراردادی چهارساله به مربی‌گری باشگاه فوتبال پیتربورو یونایتد انتخاب شد.

### دونکستر راورز
در ۲۷ ژوئن ۲۰۱۸، مک‌کان به عوان مربی جدید دونکستر راورز اعلام شد.

### هال سیتی
در تاریخ ۲۱ ژوئن ۲۰۱۹، مک‌کان به سرمربیگری تیم چمپیونشیپی هال سیتی انتخاب شد.

### بازگشت به پیتربورو یونایتد
در ۲۴ فوریه ۲۰۲۲، مک‌کان برای سومین دوره و دومین دوره به عنوان مربی به پیتربورو یونایتد بازگشت.